# Церква Нігулісте
Церква Святого Миколая або Церква Нігулісте (ест. Niguliste kirik) — колишня лютеранська церква, в приміщенні якої нині розташовується музей-концертний зал. Будівля церкви розташована в Старому місті Таллінна. Цей храм, названий на честь покровителя всіх мореплавців — святого Миколая, був заснований німецькими купцями в XIII столітті. Музей Нігулісте є однією з чотирьох філій Естонського художнього музею.
Спочатку церква використовувалася також як сховище товарів, в ній іноді укладалися торговельні угоди, як взагалі було тоді прийнято у великих центрах торгівлі. Укріплені торгові церкви в районі Балтійського моря мали давні традиції. Мандрівні купці будували їх вже з XII століття як центри сезонно використовуваних торговельних пунктів.
Церква Святого Миколая — єдина з церков Нижнього міста, в якій в смутні дні Реформації католицької церкви змогли запобігти спустошенню протестантами внутрішнього оздоблення храму. Вночі 14 вересня 1524 р., коли агресивний натовп городян, розгромивши церкви Св. Олава, Пюхавайму і святої Катерини у Домініканському монастирі, підійшов до церкви Св. Миколая, однак місцевий переказ стверджує, що замки дверей були запаяні свинцем. Потім пристрасті вчухли, і храм став лютеранським, багате оздоблення було збережено. Однак у березні 1944 р., під час повітряного бомбардування Червоною Армією будівля була сильно пошкоджена. Багато творів середньовічного мистецтва були знищені, але найцінніші вдалося зберегти. Після ремонту будівлі та реставрації інтер'єру в колишній церкві Нігулісте відкрито філію Талліннського художнього музею та концертний зал. Там були зібрані найцінніші експонати мистецтва Середньовіччя: вівтарі, скульптури, картини, герби-епітафії, сповідальні, що прикрашали колись церкви і монастирі Естонії.
Особливої уваги заслуговує всесвітньо відома картина любекського живописця Берндта Нотці — «Танець смерті», частина якої знаходиться в каплиці Св. Антонія. На картині зображено ланцюжок людей різних станів, починаючи папою римським і закінчуючи немовлям, а також танцюють поруч з ними фігурки Смерті, що заманює людей до танцю. Спочатку художник написав дві однакові картини, одна з них загинула в Любеку за часів Другої світової війни, а в Таллінні змогли зберегти лише фрагмент цього твору. У церкві зберігся вівтар давньонідерландської роботи, виготовлення якого приписується знаменитому талліннському художнику Зіттау.
Церква Св. Миколая так само відома своєю гарною акустикою, в її будинку регулярно проводяться органні концерти.

## Див. також

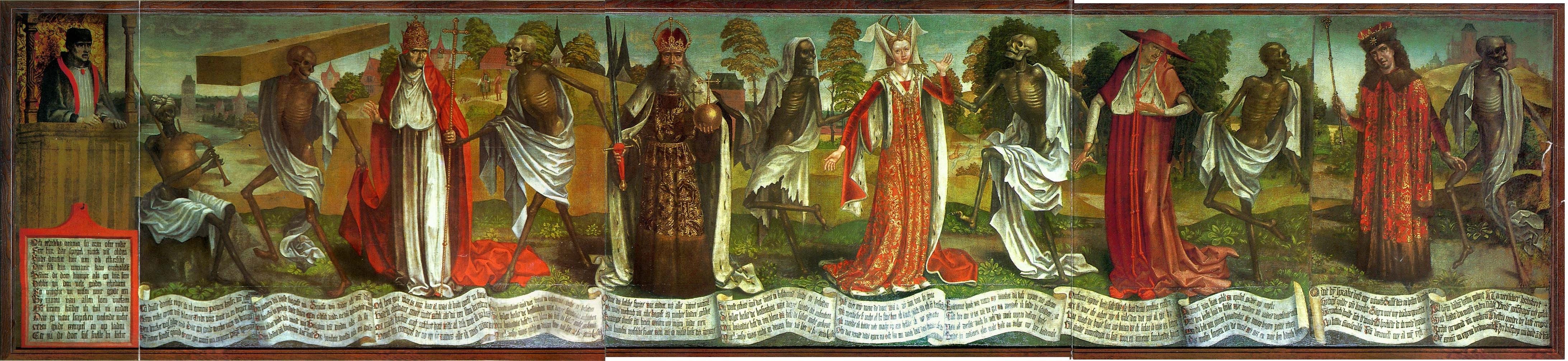
Берндт Нотці — «Танець смерті»